# .243 Winchester
La .243 Winchester è una cartuccia nata negli anni cinquanta a seguito delle esperienze di Warren Page e di Fred Huntington sulla base del .308 Winchester con il solo restringimento del colletto per ospitare una palla da .243 (6 mm), con le prove che seguirono si evidenziò immediatamente che la cartuccia così com'era era una delle più efficienti per il "varminting" con palle leggere da 75-80 grs le quali, spinte nell'intorno dei 1.000 ms, avevano effetti distruttivi fino a 200 m circa ma mantenevano la capacità di colpire a distanze ben più elevate, grazie al peso delle palle impiegate, rispetto ai vari 22 ad alta velocità normalmente impiegati in quell'attività che però erano sensibilmente influenzate dal vento dato il ridotto peso delle palle.

## Storia

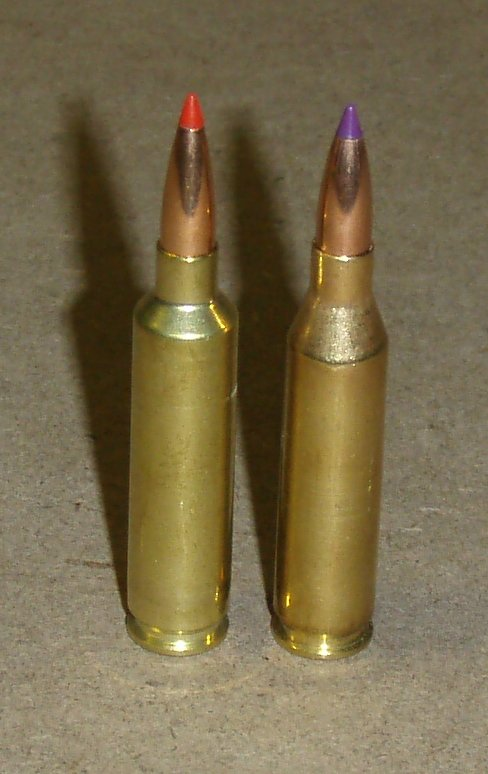
.243 Winchester Improved (sinistra) e .243 Winchester (destra)

Introdotta la prima volta nel 1955 con il Model 70 della Winchester e Model 88.
Il predecessore fu il similare .257 Roberts, con caratteristiche simili, ma senza proiettili lighter, varmint-weight e a lungo raggio.
I buoni risultati attirarono l'interesse della Winchester che la mise in produzione nel 1955 congiuntamente alle sue carabine con un successo commerciale quasi immediato. Le armi e la cartuccia con palle da 80, 85,90 e 100 grs. consentivano ai cacciatori di avere una carabina che era perfettamente adatta alla più svariata selvaggina con il limite dei cervi (per i quali si rivelò spesso insufficiente) dotata di buona potenza, alta precisione ed efficienza a distanze anche oltre i 300 m selezionando attentamente la palla.
Questa cartuccia rimane una delle più utilizzate in tutto il mondo grazie anche al mite rinculo ed alle armi che spesso leggere non affaticano il cacciatore. In Europa il .243 Winchester è soprattutto utilizzato sul capriolo ed in misura leggermente inferiore sul camoscio (che è notoriamente un buon incassatore se non colpito con accuratezza). Il .243 W. è come oramai per tutte o quasi le munizioni ampiamente ricaricato e grazie alla formidabile scelta di polveri e soprattutto palle , l'utilizzatore è in grado di approntare la munizione che meglio si adatta alla propria arma e ed alla selvaggina perseguita. Vi sono in circolazione molte cartucce da .243(6mm) alcune delle quali più potenti anche del 20-25% ad esempio il 240 Weatherby o il 6 Freres che danno il meglio con le palle di maggior peso 95-100 grs. tuttavia se lo si ritenesse insufficiente  si può ricorrere al 6 Remington che però è praticamente in via di estinzione. La Remington ha prodotto una delle sue notissime mod. 700 in tal calibro per parecchio tempo ma negli ultimi anni non è più in catalogo.

## Uso sportivo
Dall'introduzione del Deer Act del 1963 nel Regno Unito, che impone un diametro minimo di .240 in. e livelli minimi di velocità e energia, il calibro .243 è considerato entry level per il deer-stalking (posta al cervo). Armi che ospitano .308 Winchester/7,62x51 mm NATO sono sovente disponibili in calibro .243 in paesi (Francia, Spagna e altri) che non permettono la detenzione di calibri militari.

## Uso non sportivo
Il .243 fu utilizzato dalla Los Angeles Police Department Special Weapons And Tactics (SWAT) nei primi anni di istituzione.

## Performance
Il .243 realizza una velocità di 2,960 piedi (902.21 m) al secondo con 100 grani (6.6 g) di proiettile da una canna di 24 pollici (609,6 mm). Commercialmente vengono impiegati proiettili da 55 grani (3.6 g) a 115 grani (6.8 g). La rigatura della canna è particolarmente influente sul tipo di proiettile da usare; la rigatura 1:10 è comunemente utilizzata per stabilizzare un proiettile di 100 grani. Per profili VLD (Very Low Drag) con peso superiore a 100 grani, sono necessarie canne con rapporti di rigatura 1:8 o 1:7 (per 115-gr. VLD).

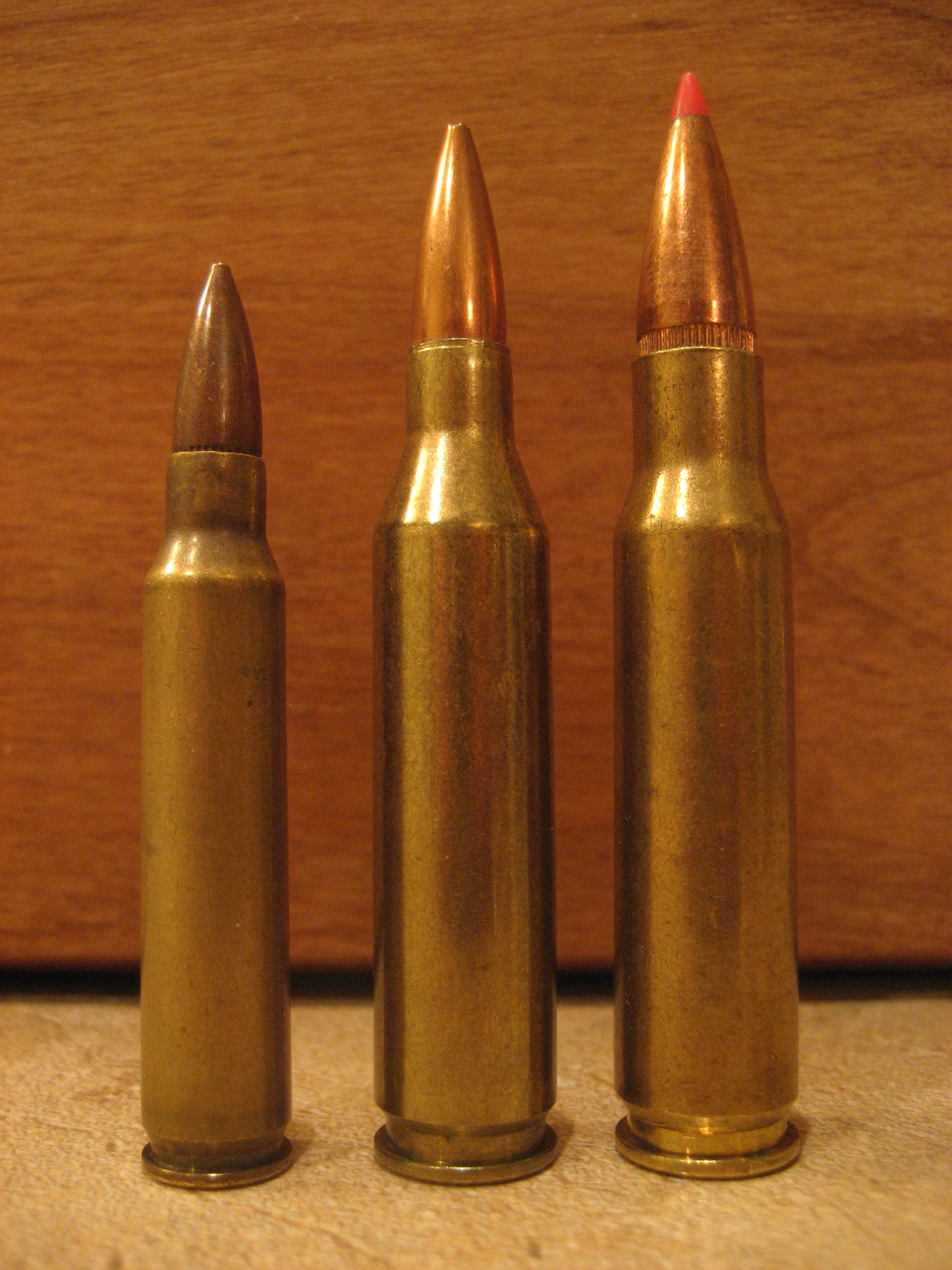
.223 Remington, .243 Winchester, .308 Winchester

P. O. Ackley ha creato una versione migliorata la .243 Winchester Improved (Ackley). con polvere aumentata del 10% e maggior velocità d'uscita.